# Santuari d'Apol·lo Maleata
El Santuari d'Apol·lo Maleata era un antic santuari dedicat a Apol·lo a Argòlida, a Grècia. Era a prop del Santuari d'Asclepi d'Epidaure.

## Història

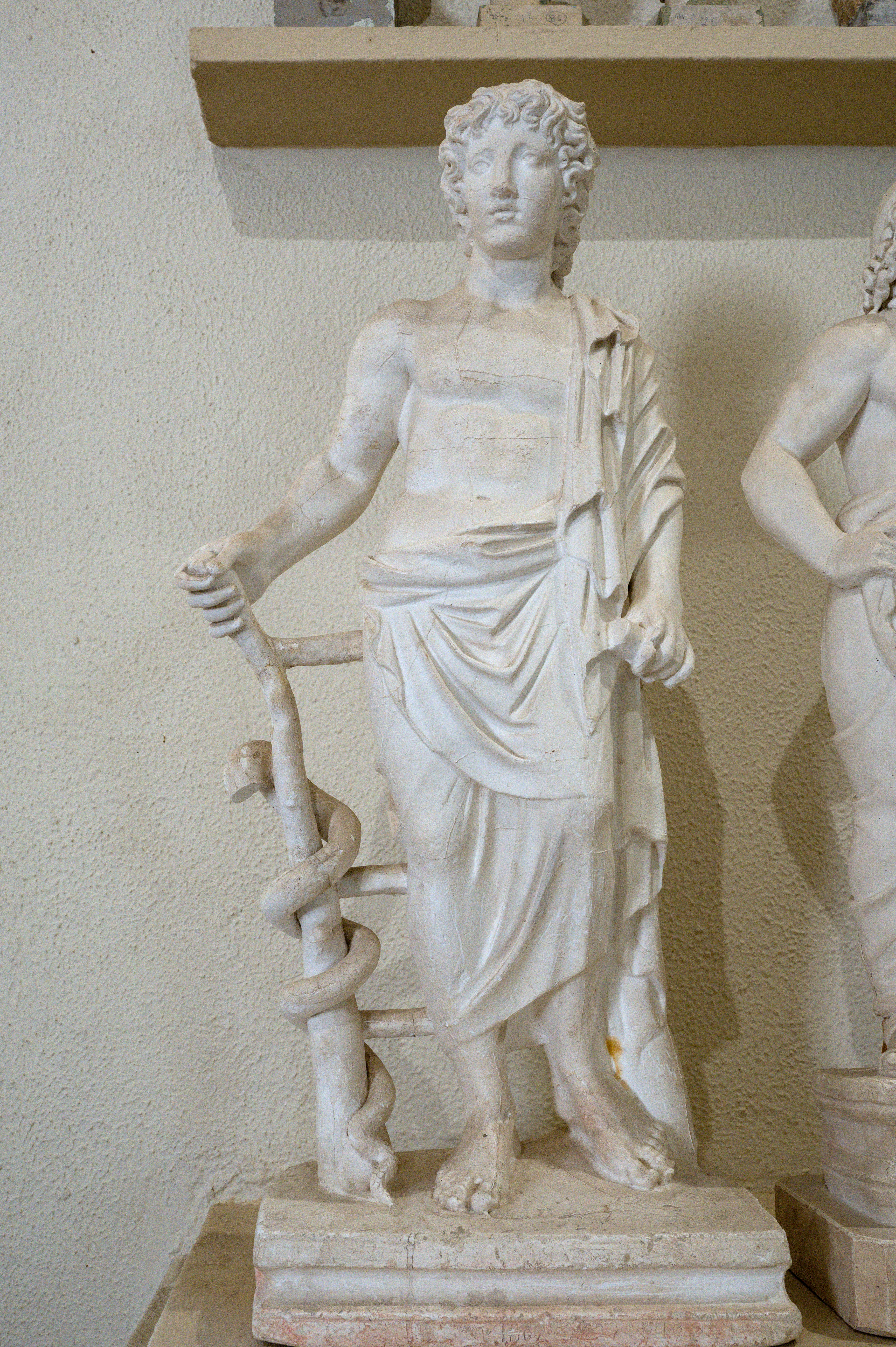
Còpia d'una escultura d'un jove Asclepi trobada al Santuari d'Apol·lo Maleata, Museu Arqueològic d'Epidaure. L'escultura original es troba al Museu Arqueològic Nacional d'Atenes (NAMA 1809)

L'emplaçament del Santuari d'Apol·lo Maleata ha estat habitat i utilitzat com a lloc de culte des de principis del període hel·làdic, molt abans que el més famós Asclepièon. Es va mantenir com a lloc de culte fins al període micènic i durant tota l'Antiguitat. Allí es retia culte originalment als herois locals Maleata, que més tard es va associar amb l'epítet pangrec d'Apol·lo Maleata.
El Temple d'Apol·lo es va construir a la fi del període clàssic, cap al 350 abans de la nostra era, i la propera estoa o sala amb columnes hel·lenística, cap al 300-280 ae.

## Descripció

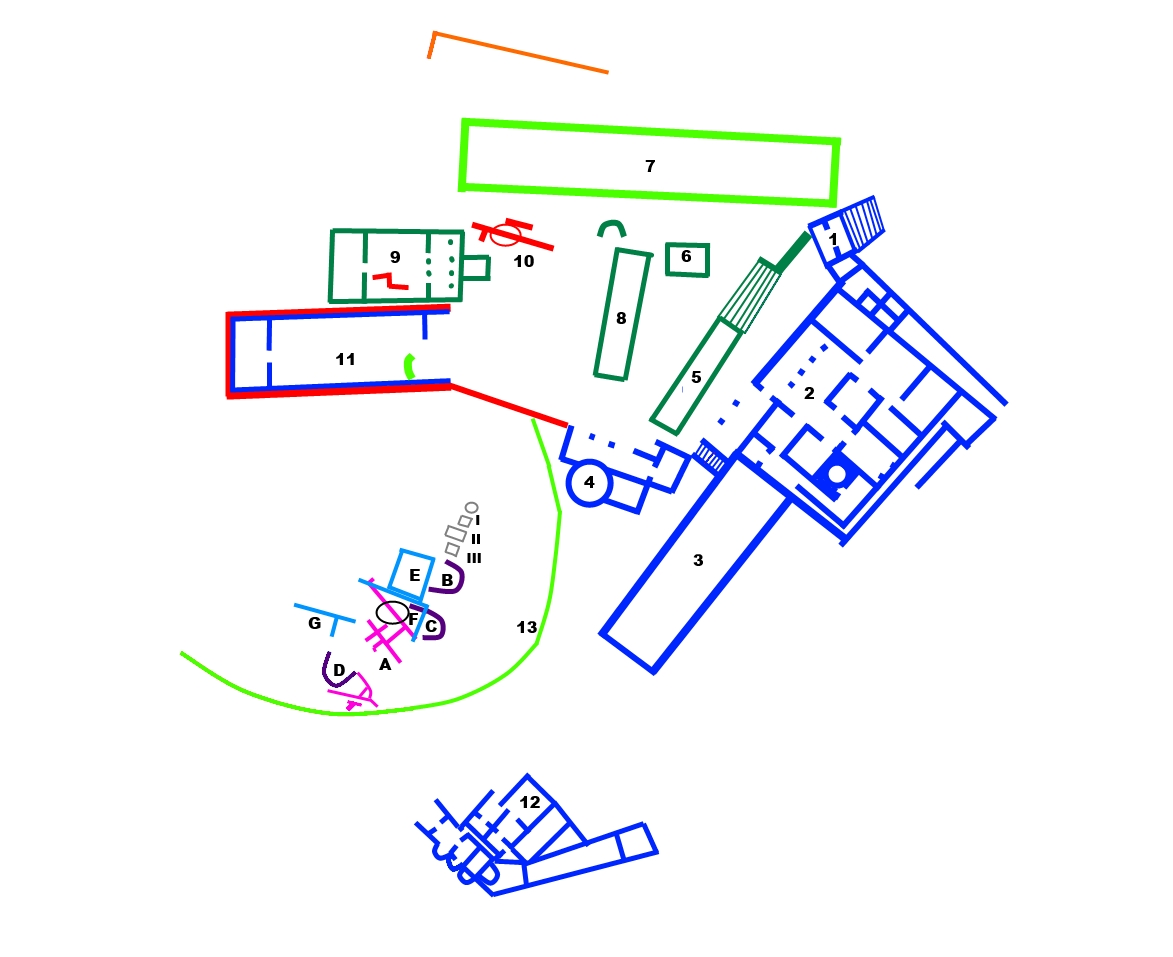
Planta del Santuari d'Apol·lo Maleata. Edificis principals. 2. Casa dels sacerdots o skana. 3. Dipòsit d'aigua. 4. Nimfeu. 5. Tèmenos de les Muses. 6. Naiskos d'Asclepi. 7. Estoa. 8. Altar. 9. Temple d'Apol·lo. 11. Tèmenos en forma de naos. 12. Termes romanes

El Santuari d'Apol·lo Maleata era al vessant de la muntanya Cinortios, a un quilòmetre a l'est d'Asclepeion. Els principals edificis de la zona del santuari eren el Temple d'Apol·lo i l'estoa a la banda nord-est. El temple feia uns 16 m de llarg i uns nou d'ample. Contenia un naos obert a l'est i un pronaos amb dues columnes al davant. A l'extrem occidental del naos hi havia un àditon. Una rampa duia al pronaos. L'altar del temple es posava tradicionalment al costat oriental. L'estoa feia uns 44,5 m de llarg i 10,2 m d'ample. Constava d'una única paret i era d'estil dòric.
En la zona del santuari hi havia també una casa sacerdotal o skana, amb cambres i situada al sud-est de l'estoa; el naiskos o petit temple d'Asclepi; un gran dipòsit d'aigua rectangular del període romà; i un nimfeu, una construcció per a excavar fonts amb un nínxol gairebé circular a la part posterior per a la font d'aigua pròpiament dita. Una mica al sud del santuari hi havia unes termes romanes.